# Parki krajobrazowe w województwie wielkopolskim
Parki krajobrazowe w województwie wielkopolskim – w województwie wielkopolskim znajduje się 14 parków krajobrazowych, w tym 2 parki zlokalizowane są na terenie dwóch województw: Dolina Baryczy (woj. wielkopolskie i dolnośląskie) oraz Przemęcki (woj. wielkopolskie i lubuskie).
| logo parku | nazwa parku krajobrazowego                          | rok utworzenia | powierzchnia (km²) | powierzchnia (km²)       | strona parku |
| logo parku | nazwa parku krajobrazowego                          | rok utworzenia | razem              | w tym woj. wielkopolskim | strona parku |
| ---------- | --------------------------------------------------- | -------------- | ------------------ | ------------------------ | ------------ |
|            | Park Krajobrazowy Dolina Baryczy                    | 1996           | 870,40             | 170,00                   |              |
|            | Park Krajobrazowy Dolina Kamionki                   | 1986 / 2019    | 20,46              | 20,46                    |              |
|            | Lednicki Park Krajobrazowy                          | 1988           | 76,18              | 76,18                    |              |
|            | Miedzichowski Park Krajobrazowy                     | 1986 / 2019    | 14,32              | 14,32                    |              |
|            | Nadgoplański Park Tysiąclecia                       | 2009           | 30,75              | 30,75                    |              |
|            | Nadwarciański Park Krajobrazowy                     | 1995           | 134,28             | 134,28                   |              |
|            | Park Krajobrazowy im. gen. Dezyderego Chłapowskiego | 1992           | 173,23             | 173,23                   |              |
|            | Powidzki Park Krajobrazowy                          | 1998           | 248,87             | 248,87                   |              |
|            | Park Krajobrazowy Promno                            | 1993           | 33,64              | 33,64                    |              |
|            | Przemęcki Park Krajobrazowy                         | 1991           | 214,50             | 194,50                   |              |
|            | Park Krajobrazowy Puszcza Zielonka                  | 1993           | 122,02             | 122,02                   |              |
|            | Rogaliński Park Krajobrazowy                        | 1997           | 126,83             | 126,83                   |              |
|            | Sierakowski Park Krajobrazowy                       | 1991           | 304,13             | 304,13                   |              |
|            | Żerkowsko-Czeszewski Park Krajobrazowy              | 1994           | 157,95             | 157,95                   |              |

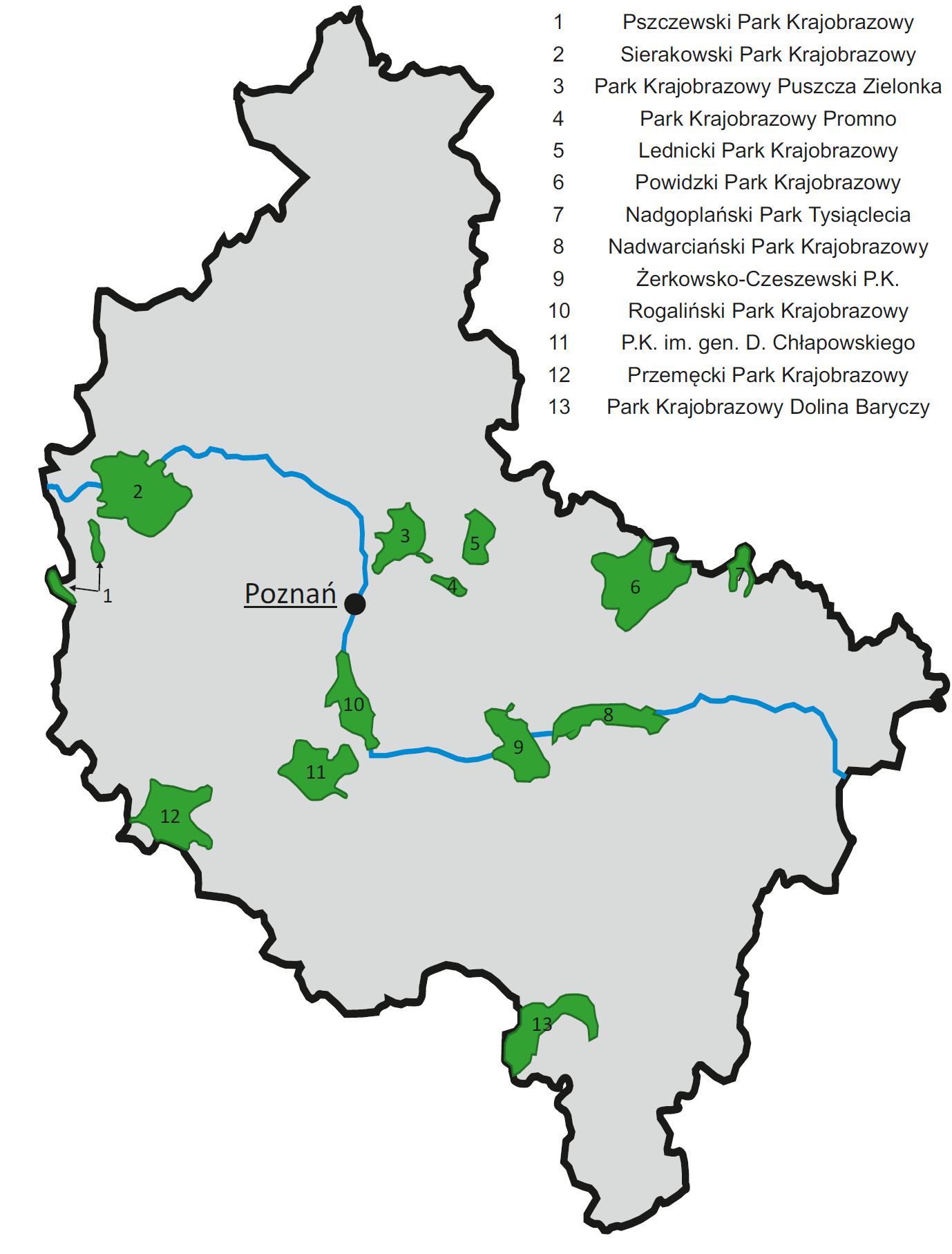
Mapa parków krajobrazowych województwa wielkopolskiego (stan na 2011)

Największym parkiem krajobrazowym w Polsce jest położony na pograniczu Wielkopolski i Dolnego Śląska Park Krajobrazowy Dolina Baryczy, obejmujący łączną powierzchnię ponad 870 km², przy czym tylko ok. 1/5 powierzchni parku znajduje się po stronie wielkopolskiej. Największym parkiem krajobrazowym w pełni położonym w granicach administracyjnych województwa wielkopolskiego jest Sierakowski Park Krajobrazowy. Liczy on 304,13 km².
Najmniejszym parkiem krajobrazowym województwa jest Miedzichowski Park Krajobrazowy, obejmujący obszar 14,21 km².
Najstarszym parkiem krajobrazowym utworzonym w pełni w granicach administracyjnych obecnego województwa wielkopolskiego jest Lednicki Park Krajobrazowy, utworzony w 1988.
Najmłodszymi parkami krajobrazowymi są:
- Nadgoplański Park Tysiąclecia – utworzony w 2009 w miejsce zlikwidowanego (tylko na terenie województwa wielkopolskiego) rezerwatu przyrody o tej samej nazwie,
- Miedzichowski Park Krajobrazowy i Park Krajobrazowy Dolina Kamionki – pod obecnymi nazwami i w obecnych granicach od 2019, wyodrębnione z Pszczewskiego Parku Krajobrazowego.